# محیط اداره
محیط اداره (به انگلیسی: Office Space) فیلمی کمدی به کارگردانی و نویسندگی مایک جاج محصول سال ۱۹۹۹ آمریکایی است.

## داستان
داستان کمدی کارمندان یک شرکت است که از کارشان متنفرند و تصمیم می‌گیرند که بر ضد رئیس حریصشان شورش کنند.